# 大田区産業プラザ
大田区産業プラザ（おおたくさんぎょうプラザ）は、東京都大田区にある展示場、会議室、経営・技術支援機能を備えた大田区の産業支援施設。愛称はPiO（Plaza Industry Ota）。

## 所在地
- 東京都大田区南蒲田一丁目20番20号
  -  京急本線・空港線京急蒲田駅から徒歩3分
  - 東日本旅客鉄道（JR東日本） 京浜東北線、 東急池上線・ 東急多摩川線蒲田駅から徒歩13分

## 設立目的
「大田区産業プラザ条例」第一条に「大田区産業の環境基盤を整備し、その活性化を図り、併せて産業活動を担う勤労者の福祉向上に寄与することを目的とする」と規定されている。

## 沿革
当地は青果を取扱う荏原市場蒲田分場の敷地であったが、（旧）大田区産業会館（現：大田南地域行政センター）を機能拡充するために同館を閉館して新たに産業振興支援施設を建設する計画が進められ、当地が建設予定地として選定された。青果市場を大田市場に集約移転し解体撤去した跡地に本施設、及び都営住宅が新設された。
- 1996年4月 - 開館。

## 施設
設計は類設計室による。
全体構造的には単一の建造物だが、展示ホールを主体とした低層部（地上2階）と会議室及びコンベンションホールを主体とした高層部（地上6階）に分かれており、高層部は敷地の有効利用の面もあって鋭角三角形の平面形を持っている。そのため、外装デザインと併せて独特の外観をなしており、特徴的な外観の公共建造物としても有名である。

### 施設設備
- 大展示ホール
- 小展示ホール
- コンベンションホール
- 会議室　大小計8室、和室1室
- その他付帯設備
  - 1F予約総合受付にAED（自動体外式除細動器）を設置

## 拠点を置く主な団体
- 公益財団法人大田区産業振興協会（指定管理者）
- 大田区勤労者共済
- 東京商工会議所大田支部
- 一般社団法人大田工業連合会
- 一般社団法人大田観光協会
- 東京都中小企業振興公社城南地域中小企業振興センター
- 東京都知的財産総合センター城南支援室
- 東京都立産業技術研究センター城南支所

## テレビ番組
- 日経スペシャル ガイアの夜明け 甦れ!ニッポン町工場 〜オレたちの技術は世界一〜（2002年12月15日、テレビ東京）[2]。